# Рінкон-де-Сото
Рінкон-де-Сото (ісп. Rincón de Soto) — муніципалітет в Іспанії, у складі автономної спільноти Ла-Ріоха. Населення — 3805 осіб (2009).
Муніципалітет розташований на відстані близько 260 км на північний схід від Мадрида, 55 км на південний схід від Логроньйо.

## Демографія
Динаміка населення (INE ):

## Галерея зображень

Розташування муніципалітету